# Miriam Diéguez
Miriam Diéguez de Oña  (Santa Coloma de Gramanet, 4 de mayo de 1986) es una futbolista española, se desempeña como defensa o centrocampista y actualmente milita en el Deportivo Alavés Gloriosas de la Primera División Femenina de España. 
Campeona de la primera edición de la Queen League Oysho en 2023

## Clubes
| Club              | País   | Año               |
| ----------------- | ------ | ----------------- |
| R. C. D. Espanyol | España | 2002 - 2010       |
| Rayo Vallecano    | España | 2010 - 2011       |
| F. C. Barcelona   | España | 2011 - 2017       |
| Levante           | España | 2017 - 2018       |
| Málaga            | España | 2018 - 2019       |
| Deportivo Alavés  | España | 2019 - Actualidad |

## Palmarés

### Campeonatos nacionales
| Título                                          | Club                       | País   | Año  |
| ----------------------------------------------- | -------------------------- | ------ | ---- |
| Superliga de Fútbol                             | R. C. D. Espanyol          | España | 2006 |
| Copa de la Reina                                | R. C. D. Espanyol          | España | 2006 |
| Copa de la Reina                                | R. C. D. Espanyol          | España | 2009 |
| Copa de la Reina                                | R. C. D. Espanyol          | España | 2010 |
| Superliga de Fútbol                             | Rayo Vallecano             | España | 2011 |
| Primera División de España                      | F. C. Barcelona            | España | 2012 |
| Primera División de España                      | F. C. Barcelona            | España | 2013 |
| Copa de la Reina                                | F. C. Barcelona            | España | 2013 |
| Copa de la Reina                                | F. C. Barcelona            | España | 2014 |
| Copa de la Reina                                | F. C. Barcelona            | España | 2017 |
| Segunda División Femenina de España Grupo Norte | Deportivo Alavés Gloriosas | España | 2021 |

### Campeonatos regionales
| Título                    | Club              | Región   | Año  |
| ------------------------- | ----------------- | -------- | ---- |
| Copa Cataluña             | R. C. D. Espanyol | Cataluña | 2005 |
| Copa Cataluña             | R. C. D. Espanyol | Cataluña | 2006 |
| Copa Cataluña             | R. C. D. Espanyol | Cataluña | 2007 |
| Copa Cataluña             | R. C. D. Espanyol | Cataluña | 2008 |
| Torneo Históricos Catalán | R. C. D. Espanyol | Cataluña | 2008 |
| Torneo Históricos Catalán | R. C. D. Espanyol | Cataluña | 2009 |
| Copa Cataluña             | F. C. Barcelona   | Cataluña | 2011 |
| Copa Cataluña             | F. C. Barcelona   | Cataluña | 2012 |
| Copa Cataluña             | F. C. Barcelona   | Cataluña | 2014 |
| Copa Cataluña             | F. C. Barcelona   | Cataluña | 2015 |
| Copa Cataluña             | F. C. Barcelona   | Cataluña | 2016 |
| Copa Cataluña             | F. C. Barcelona   | Cataluña | 2017 |

Enlaces externos